# 맨손 체조
맨손 체조(-體操, free gymnastics)는 일정한 기구나 시설을 이용하지 않고 맨몸으로 하는 체조로, 역사가 가장 길다. 짝체조, 꾸미기체조, 일련체조 등이 맨손체조에 해당되지만, 일정한 규칙이나 형식이 없으므로 얼마든지 변화, 응용할 수 있는 운동이다.

## 특성
맨손체조는 시간이나 장소·용구에 제한을 받지 않고 언제, 어디서든 개인이 신체가용범위를 고려해 쉽게 진행할 수 있으며 또는 집단이 음악이나 구령에 맞추어 율동적으로 손쉽게 할 수 있다. 나이·성별·체력 정도에 따라 운동량도 자유롭게 조절할 수 있다. 또한 신체를 균형있게 발달시키고 근골격계의 효율성을 도와주며, 체력을 향상시킨다.  신체의 결함이나 바르지 못한 자세를 교정 또는 보완하며, 신체의 여러 기능을 높여 준다. 그 밖에 근육의 유연성을 높이고, 내장의 기능을 도우며, 피로 회복, 작업 능률 향상에도 효과가 크다.

## 방법
맨손체조는 신체의 부분 운동과 전신 운동으로 나뉜다. 부분 운동은 다리·팔·목·등·배·몸통 등과 같은 신체 관절및 근육의 어느 한 부분에 중점을 두고 하는 근골격계 운동이며, 전신 운동은 온몸을 움직여 이거나 특히 다리의 움직임을 통해 무게중심의 이동을 고려하는 보행동작을 포함하는 운동이다.

### 일련 체조
맨손체조의 여러 기본 운동을 적절히 알맞게 연결하여, 정해진 순서를 따라 하는 체조를 말한다. 일련체조는 신체 여러 부위의 관절을 고르게 발달시키고 근육과 피부를 균형있고 부드럽게 가꾸어 준다.
일련체조에는 국민체조, 새천년건강체조 등이 있다.

### 짝 체조
2명이 짝을 이루어 협동하여 실시하는 체조이다. 주로 체력 향상을 위해 실시하는 운동으로, 서로의 몸무게에 따라 저항력을 주고 받으면서 상대의 운동을 보조해야 한다

### 꾸미기 체조
2명 이상이 평면적·입체적인 여러 가지 모양을 꾸며, 균형잡힌 아름다움을 표현하는 운동이다. 여러 쌍들이 서로 협조하여 실시하므로 협동심과 인내심을 기를 수 있다.

## 종류
몸을 부드럽게 하는 운동, 힘을 기르는 운동, 자세 교정 운동, 평균 운동 등이 있다.

### 몸을 부드럽게 하는 운동
1. 팔운동：돌리기, 흔들기, 들어 흔들기, 굽혀 펴기, 휘돌리기, 비틀기 등.
2. 다리 운동：들기·흔들기, 굽혀 펴기, 들어 흔들기, 휘돌리기, 뜀뛰기, 벌리기, 발목 굽혀 펴기 등.
3. 몸운동：굽히기, 돌리기, 휘돌리기, 누이기, 젖히기, 펴기 등.
4. 목운동：굽히기, 돌리기,

### 힘을 기르는 운동
1. 팔운동：손짚고 옆으로 누워 팔굽히기·물구나무서서 팔굽혀 펴기·손짚고 옆으로 팔 위로 밀어내기·손짚고 팔 옆으로 밀어내기·손짚고 엎드려 팔굽혀 펴기 등.
2. 다리 운동：무등태워 무릎 굽혀 펴기 등.
3. 윗몸 운동：굽혀 일으키기·손짚고 엎드려 몸 뒤로 굽히기·누워 다리 위로 들기·누워 윗몸 휘돌리기·누워 다리 들어 옆으로 내리기·휘돌리기 등.

### 자세 교정 운동
굽은 등·굽은 허리·굳은 어깨·등뼈 등을 교정하는 운동 등.

### 평균 운동
팔을 옆으로 들며, 한 다리는 뒤로 내딛고, 몸을 옆으로 누이는 운동.

## 같이 보기
- 기계 체조
- 리듬 체조